# ブレスチャーシチエ
ブレスチャーシチエ（ロシア語:Блестящие）は、ロシアの女性歌手グループである。グループ名は、「輝かしい人々」、「スターたち」といった意味である。現在は、ナデージュダ・ルーチュカ（ナーヂャ）、マリーナ・ベリィエージュナヤ（マーシャ）、シルビア・ゾロトヴァ、クリスティーナ・イラリオノフの4人からなっている。
なお、グループ名は「ブリェスチャーシイェ」等と表記した方が原音に近いが、ロシア語の日本語表記の際の慣習から、ここでは「ブレスチャーシチエ」とする。

## 概要
ブレスチャーシチエは、1995年にアンドレーイ・グローズヌィイとアンドレーイ・シュルィコーヴィイのプロデュースにより結成された。グループは、当初3人からなるグループとしてスタートした。当時のメンバーは、オーリガ・オルローヴァ（オーリャ）、ポリーナ・ヨージス（ポーリャ）、ヴァルヴァーラ・コロレーヴァ（ヴァーリャ）であった。
だが、最初のアルバムの発表のあとすぐヴァーリャはグループから去った。彼女のかわりにグループに入ったのが、ジャーンナ・フリースケとイリーナ・ルキヤーノヴァ（イーラ）であった。このメンバーで、グループは2年間活動した。やがてポリーナが脱退すると、1999年にはクセーニヤ・ノーヴィコヴァ（クスューシャ）がグループに入った。ちょうど1年後、オーリャが家庭の事情によりグループから去った。彼女は、ソロとしてまた作曲家としてグループに大きな貢献をしていた。彼女のかわりにグループに入ったのがユーリヤ・コヴァリチューク（ユーリャ）で、彼女はバレエ学部の出でもあった。
2003年には、イリーナがオーリャのときと同様、子供ができたので脱退した。グループには、フィギュアスケート選手であったアーンナ・セメノーヴィチ（アーニャ）が加わった。2004年にはジャーンナが同じプロデューサーの下ソロへ転向した。その年の4月1日より、ナデージュダ・ルーチュカ（ナーヂャ）がグループで活動することになった。
2005年には、スウェーデンで活躍するイラン出身の歌手アーラシュとのコラボレーションにより、新曲「Восточные сказки」（「東洋のおとぎ話」）を発表し、ロシア、ウクライナなどで大きなヒットとなった。
2015年6月15日未明、ジャーンナ・フリースケが脳腫瘍のため40歳で死去。

## メンバー
- オーリガ・オルローヴァ（Ольга Орлова）(1995-2000)

オーリャ（Оля）の愛称で呼ばれる。
- ポリーナ・ヨーヂス（Полина Иодис）(1995-1998)

ポーリャ（Поля）の愛称で呼ばれる。
- ヴァルヴァーラ・コロレーヴァ（Варвара Королева）(1995-1997)

ヴァーリャ（Варя）の愛称で呼ばれる。
- ジャーンナ・フリースケ（Жанна Фриске）(1997-2003)

ブレスチャーシチエからの脱退後はソロ活動を行っている。また、俳優業にも進出し、ロシアで大ヒットとなった映画「ナイト・ウォッチ」（≪Ночной дозор≫:原題「夜の偵察」）に出演している。
- イリーナ・ルキヤーノヴァ（Ирина Лукьянова）(1997-2003)

イーラ（Ира）の愛称で呼ばれる。
- クセーニヤ・ノーヴィコヴァ（Ксения Новикова）(1999-2007、2011-2015)

クスューナ（Ксюша）の愛称で呼ばれる。ロシアのモスクワ出身。5年間若い歌手のグループであった「クラース」（≪Класс≫）でボーカルを務めた。歌・踊り・作曲をこなす。2002年の「А я все летала」（「私はいつでも飛んでいた」）は大ヒットとなり、多くの賞を獲得した。水泳、ヨーガ、ローラースケートが好きで、イタリア料理が得意。将来は、自分のレストランを持ちたいとも考えている。
- ユーリヤ・コヴァリチューク（Юлия Ковальчук）(2001-2008)

ユーリャ（Юля）の愛称で呼ばれる。ロシアのヴォールシュスク出身。子供時代からバレエに取り組んだ。仲間とともに国内外の巡業を行っていた。15歳のとき自身の舞台バレエ団を結成し、以降業績を重ねた。だが、歌手になることを夢見てブレスチャーシチエに加わった。現在は、自分のバレエ学校を開設する準備を行っている。
- アンナ・セメノビッチ|アーンナ・セメノーヴィチ（Анна Семенович）(2003-2007)

アーニャ（Аня）の愛称で呼ばれる。モスクワ生まれのモスクワ育ち。ブレスチャーシチエに加わるまではフィギュアスケートのアイスダンスに取り組んでおり、ロマン・コストマロフとカップルを組んでいた。なお、コストマロフは、2006年のオリンピックでタチアナ・ナフカとのカップルで金メダルを獲得している。その後、アーニャは自分の歌手グループ「アンゲルィ・チャルリ」（≪Ангелы Чарли≫）を結成し、ソロを担当していた。
- ナデージュダ・ルーチュカ（Надежда Ручка）(2004-)

ナーヂャ（ナージャ；Надя）の愛称で呼ばれる。ウクライナのニーコポリ出身。モデルとしてのキャリアも長い。グループ「パールティ」（Party）で歌手として活動。作詞・作曲も行う。読書、郊外の自然の中での休息、うたた寝が好き。
- アナスタシア・オシポワ（Анастасия Осипова）(2007-2015)

- ナタリア・アスモロフ（Наталия Асмолова）(2007、2015)

- ナターシャ・フリースケ（Наталья Фриске）(2007-2008)

- アンナ・ドゥボヴィツカヤ（Анна Дубовицкая）(2008-2001)

- ユリアナ・ルカショフ（Юлианна Лукашева）(2008-2009)

- マリーナ・ベリィエージュナヤ（Марина Бережная）(2009-)

- シルビア・ゾロトヴァ（Сильвия Золотова）(2015-)

- クリスティーナ・イラリオノフ（Кристина Илларионова）(2015-)

## ディスコグラフィー
- Там, только там （1997年） - ターム、トーリカ・ターム
- Там, только там （remixes） （1997年） - ターム、トーリカ・ターム
- Просто мечты （1998年） - プロースタ・ミチュトィー
- О любви （2000年） - ア・リュブヴィー
- Белым снегом （2000年） - ビェールィム・スニェーガム
- The Best （2001年） - ザ・ベスト
- За четыре моря （2002年） - ザ・チトィーリェ・モーリャ
- Апельсиновый рай （2003年） - アピリスィーナヴィイ・ラーイ
- Восточные сказки （2005年） - ヴァストーチュヌィイェ・スカースキ